# Thomas Bonnevie
Thomas Bonnevie (12 de setembro de 1879 - 19 de maio de 1960) foi um juiz da Suprema Corte da Noruega.

## Biografia
Ele nasceu em Trondheim, na Noruega. Ele era filho do membro do Parlamento e ministro do gabinete Jacob Aall Bonnevie (1838–1904) e Anne Johanne Daae (1839–1876). Ele também foi irmão da professora Kristine Bonnevie (1872–1948) e o jurista Carl Bonnevie (1881-1972). Sua irmã Sofie Honoria Bonnevie (1864–1928), casou-se com o físico e meteorologista norueguês Vilhelm Bjerknes. Ele era casado com Margarete Bonnevie, presidente da Associação Norueguesa dos Direitos da Mulher.
Thomas Bonnevie recebeu um cand.jur. em 1902 na Royal Frederick University e tornou-se advogado (com o direito de comparecer perante a Suprema Corte) em 1910. Foi sócio de Harald Nørregaard (1864-1938) no escritório de advocacia Nørregaard & Bonnevie até sua nomeação como juiz da Suprema Corte para a Suprema Corte da Noruega em 1922. Thomas Bonnevie também promoveu a arte de Gustav Vigeland e a construção do arranjo de esculturas em Frogner Park.
Em 1947, ele publicou o livro Høyesterett og riksråds-forhandlingene (Oslo: Dahl, Mathisen, 1947).